# Kieren Hutchison
Kieren Hutchison, född 9 oktober 1974 i Auckland i Nya Zeeland, är en skådespelare.
Har varit med i bland annat i Wildfire, One Tree Hill och Förhäxad.
Han är gift med skådespelaren Nicole Tubiola sedan 10 augusti 2003. Den 5 september 2007 föddes deras son Quinn.